# Ulten
Ulten (wł. Ultimo) – miejscowość i gmina we Włoszech, w regionie Trydent-Górna Adyga, w prowincji Bolzano (Tyrol Południowy).
Liczba mieszkańców gminy wynosiła 2928 (dane z roku 2009). Język niemiecki jest językiem ojczystym dla 99,15%, a włoski dla 0,85% mieszkańców (2001).